# Pozsgai Tamás
Pozsgai Tamás (Dunaújváros, 1988. július 26. –) válogatott jégkorongozó.

## Pályafutása

### Klubcsapatban
Pozsgai Tamás pályafutását szülővárosának a csapatában, a Dunaferrben kezdte. Tizennyolc éves korában, 2006-ban mutatkozott be a magyar OB I-ben. 2008-ban, 2010-ben, 2011-ben és 2012-ben Magyar Kupa győzelmet ünnepelhetett csapatával, az akkor már Dunaújvárosi Acélbikák néven szereplő csapattal. Miután 2012-ben a MOL-ligát. és ezzel együtt a magyar bajnoki címet is megnyerte csapatával, a rivális Alba Volán Székesfehérvárhoz szerződött. A közép-dunántúli klubban két évig játszott az EBEL-ben, 2014-ben pedig visszatért Dunaújvárosba, az Acélbikákhoz. 2015-ben csatlakozott a MAC Budapesthez, akikkel 2017-ben kupát, 2018-ban bajnokságot nyert.

### A válogatottban
Részt vett a 2011-es, 2012-es, 2013-as, 2014-es, 2015-ös és 2018-as divízió I-es világbajnokságon.
2024 áprilisában bejelentette, hogy visszavonul a válogatottól. A címeres mezben 146 mérkőzésen szerepelt.